# Acácio Lino

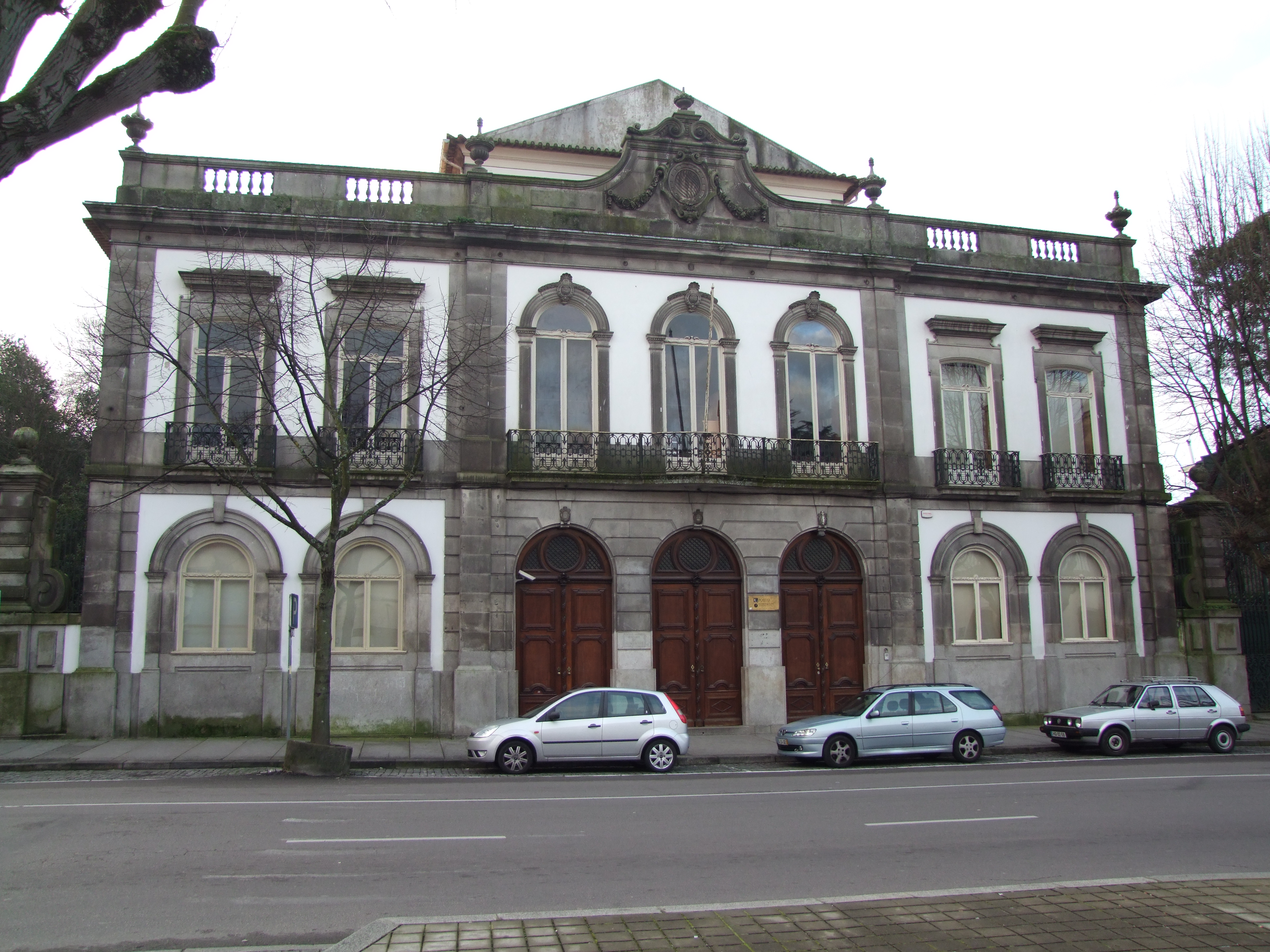
Fachada principal de la Escuela Superior de Bellas Artes de Oporto, donde Acácio Lino fue alumno y profesor

Acácio Lino de Magalhães, fue un pintor, escultor y profesor portugués, nacido el 25 de febrero de 1878 en  Travanca (Amarante) y fallecido el 18 de abril de 1956 en Oporto.

## Vida y obras
Estudió en la Escuela de Bellas Artes de Oporto (Escola de Belas-Artes do Porto)  la especialidad de pintura terminando  su formación con distinciones; durante su esta estancia en la Escuela fue discípulo del pintor Marques de Oliveira, de los cursos de escultura, arquitectura, dibujo y pintura.
Seguidamente viajó a Francia (con Jean-Paul Laurens y Carmon), Italia y Suiza.
Tras el fallecimiento del escultor Teixeira Lopes, ocupó su puesto en la Escuela de Bellas Artes de Oporto.
Está representado en el Museo Nacional de Arte Contemporáneo de Portugal conocido como Museo de Chiado(Museu Nacional de Arte Contemporânea) en Lisboa, también en el Museo Nacional Soares dos Reis (Museu Nacional Soares dos Reis) en Oporto, en el Museu Grão Vasco en Viseu y en el Museu de José Malhoa, en Caldas da Rainha. Fue uno de los responsables de la decoración del Teatro Nacional S. João de Oporto.